# 阿部正広
阿部 正広（あべ まさひろ）は、戦国時代から安土桃山時代にかけての武将・吏僚。徳川家康に仕え、使番を務めた。通称は善八、八右衛門。兄は阿部正勝。

## 生涯
『寛政重修諸家譜』によれば、徳川家康に人質時代から同行した阿部正勝の弟。正広も徳川家康に仕え、天正14年（1586年）に家康が秀吉との戦いに備えて三河国吉良で「御備定」を行ったときには、使番を務めた。天正17年（1589年）には吉良荘で島田重次（次兵衛）らと検地にあたり、年貢や夫役に関する家康の定書に署名を行っている。
時期は不明であるが、2000石の知行を得ている。『家忠日記』によれば天正19年（1591年）、松平家忠（当時は武蔵忍城代）の家臣5人が家康の御前で鷹を遣った際、鷹場の畑の麦を踏み荒らして問題になったが、この件の事後処理に正広は使番として関わり、江戸と忍との連絡にあたっている。慶長5年（1600年）の会津征伐に従い、関ヶ原の戦いでは使番を務めて功績があった。
関ヶ原の戦いののち、慶長5-6年（1600-01年）頃には京都で行政にたずさわっていた。慶長6年（1601年）4月18日、北野社の祀官である妙蔵院禅祐が宮仕らによって斬殺される事件が発生するが、『北野社家日記』によれば、この件を報告された徳川家康は同月21日に本多正信・大久保長安・加藤正次・彦坂元正・阿部正広に調査を命じたという。慶長6年5月26日には、内野の検地奉行衆（加藤正次・大久保長安・彦坂元正・阿部正広・島田重次・松田政行）の一人として北野社に社参している。
『寛政重修諸家譜』によれば、慶長7年（1602年）1月18日に「ゆへありて」切腹し自死。息子の掃部が父の介錯をし、掃部も自ら切腹をして果てた。正広は53歳没。京都小川の法恩寺に葬られた。法恩寺には、兄の正勝（慶長5年（1600年）4月7日没）も葬られている。

## 系譜
『寛政重修諸家譜』には、息子として掃部のみを載せる。『岩槻市史 近世資料編・3 藩政資料・上』では、嫡男善八（掃部。後述）のほかに、二男の九右衛門、三男の甚右衛門がおり、二人は加賀藩に仕えたとする。
加賀藩に仕えた阿部甚右衛門家（加賀藩士の家格では「平士」にあたる）は、阿部正勝と同族であり、「阿部八右衛門」の子孫と伝える。ただし、「阿部八右衛門」の実名は伝わっておらず、八右衛門は阿部正勝の四男（阿部正次や阿部忠吉らの弟）とされている。
阿部甚右衛門家が伝える史料（系図や、明治3年作成の「先祖由緒并一類附帳」）によれば、八右衛門は家康に仕える旗本であったが某年に「病死」したとされている。八右衛門の嫡男には「掃部」がいたが早世し、阿部家は幕府の禄を離れた。八右衛門の二男である阿部甚右衛門吉正は、元和2年（1616年）に前田利常に仕え、知行は最終的に2000石となり、慶安2年（1649年）に死去した。八右衛門から6代目にあたる当主が弟に分知を行ったため1500石となり、幕末・明治維新期の阿部甚十郎敬忠（阿部碧海）まで続いている。阿部碧海は、明治期に九谷焼の振興に尽力したことで知られる。

## 備考

### 阿部善八と永井長十郎の刃傷事件
『岩槻市史 近世資料編・3 藩政資料・上』では、阿部八右衛門正広に関する記載として以下を挙げる。八右衛門の嫡男の阿部善八（のち掃部）は、旗本（7000石）の永井長十郎と城内で口論となり、善八は下城時に平川門外で長十郎を待ち受けて殺害、そのまま高野山に逃れて蟄居したという。
阿部善八と永井長十郎の事件は『徳川実紀』では元和7年（1621年）9月ごろの話として掲載されており、出典として『元寛日記』を挙げる。『徳川実紀』編纂者は『寛政重修諸家譜』の正広・掃部に関する記載とは年代に齟齬があることを指摘しており、「これと同人なるや知らず」とある。
『徳川実紀』が載せる事件の顛末は以下のようである。長十郎に罵言を浴びせられた善八は、江戸城内の宿直所であるからと堪え、周囲の者が間に入ってなだめた。善八は従兄弟である阿部正次の屋敷を訪れ、阿部正次・阿部忠吉・永井尚政と相談した。正次・忠吉・尚政は、衆人の中で悪罵されながら黙っておくべきではないとして長十郎を討ち果たすことを決め、善八に応援の家臣を出した。善八は家臣を大手口・平川口・桜田口の3か所に待ち構えさせ、自らは平川口で待ち受けた。果たして長十郎は平川口から下城してきたが、「北の丸天守の辺」で善八は名乗りを上げて馬上の長十郎に斬りかかった。長十郎も抜刀しようとしたものの馬から落ち、善八は長十郎にとどめを刺して殺害した。やがて人が集まり騒動になったが、善八は夜陰に乗じて逃亡したという。